# Fairchild Aircraft
La Fairchild Aircraft è stata una industria aeronautica e aerospaziale statunitense.
Attiva tra il 1925 ed il 2003, disponeva di varie sedi a New York, Hagerstown (Maryland) e San Antonio (Texas).

## Storia
Dopo l'acquisizione, nel 1996, del ramo di produzione civile della Dornier, la società è stata rinominata 
Fairchild Dornier.
Nel 2002-2003 l'azienda è stata acquisita dalla M7 Aerospace.